# Mark Knowles
Mark Knowles (ur. 4 września 1971 w Nassau) – tenisista z Wysp Bahama, reprezentant w Pucharze Davisa, zwycięzca turniejów wielkoszlemowych w grze podwójnej i grze mieszanej, lider rankingu deblowego, olimpijczyk.
Knowles jest od 2003 roku mężem Dawn, z którą ma trójkę dzieci. W 2005 roku urodził im się pierwszy syn, Graham, a w 2008 drugi syn, Brody. W marcu 2011 roku na świat przyszła córka, Presley Dawn.

## Kariera tenisowa
Knowles karierę zawodową rozpoczął w 1992 roku po wcześniejszych startach w amerykańskiej lidze uniwersyteckiej, a zakończył 7 września 2012 roku po przegranej na US Open. Bahamczyk swoje umiejętności skupił na grze podwójnej, wygrywając 55 turniejów rangi ATP World Tour. Do największych osiągnięć Knowlesa zalicza się zwycięstwo wspólnie z Danielem Nestorem w trzech turniejach wielkoszlemowych, Australian Open 2002, French Open 2007 oraz US Open 2004. W 2007 roku para Knowles-Nestor wygrała zawody Tennis Masters Cup, w których gra osiem najlepszych par z całego sezonu. Dodatkowo Knowles przegrał 44 finały rozgrywek ATP World Tour, osiem wielkoszlemowych i dwa Tennis Masters Cup. W czerwcu 2002 roku został sklasyfikowany na pozycji lidera w rankingu deblistów.
W grze mieszanej Knowles zdobył jeden tytuł wielkoszlemowy, Wimbledon 2009 grając wspólnie z Anną-Leną Grönefeld. Był ponadto w finale miksta na French Open 2002 wspólnie z Jeleną Bowiną.
Do największych osiągnięć Knowlesa w singlu należy awans do finału rozgrywek ATP World Tour w Szanghaju w 1996 roku. W czerwcu tegoż samego sezonu został sklasyfikowany na pozycji nr 96. na świecie w rankingu gry pojedynczej, najwyższej w karierze.
Od 1989 do 2003 roku był regularnym reprezentantem Bahamów w Pucharze Davisa. Występował zarówno w grze pojedynczej, jak i podwójnej. Należą do niego rekordy występów w reprezentacji Bahamów – do 2003 roku odniósł najwięcej zwycięstw singlowych (23), deblowych (16), a także zwycięstw ogółem (39); wraz z Rogerem Smithem stanowił najlepszą parę w historii reprezentacji (bilans 9 zwycięstw i 5 porażek), zaliczył najwięcej sezonów w rozgrywkach Pucharu Davisa (13) oraz najwięcej spotkań międzypaństwowych (27). W 2008 powrócił do reprezentacji i wygrał dwa mecze deblowe.
Knowles był działaczem środowiska zawodników skupionego w ATP: w latach 2002–2004 był członkiem Rady Zawodników ATP, a następnie jej wiceprezesem. W 2020 roku został wybrany na trzyletnią kadencję w radzie dyrektorów ATP jako przedstawiciel zawodników z rejonu Ameryki.

### Finały w turniejach ATP World Tour

#### Gra pojedyncza (0–1)
| Legenda                         |
| Wielki Szlem (0–0)              |
| Igrzyska olimpijskie (0–0)      |
| Tennis Masters Cup (0–0)        |
| ATP Mercedes-Benz Super 9 (0–0) |
| ATP Championship Series (0–0)   |
| ATP World Series (0–1)          |

| Wygrane według nawierzchni |
| Twarda (0–0)               |
| Ceglana (0–0)              |
| Trawiasta (0–0)            |
| Dywanowa (0–1)             |

| Końcowy wynik | Nr | Data          | Turniej  | Nawierzchnia    | Przeciwnik        | Wynik finału |
| Finalista     | 1. | 4 lutego 1996 | Szanghaj | Dywanowa (hala) | Andriej Olchowski | 6:7(5), 2:6  |

#### Gra podwójna (55–44)
| Legenda                                                   |
| Wielki Szlem (3–8)                                        |
| Igrzyska olimpijskie (0–0)                                |
| Tennis Masters Cup / ATP World Tour Finals (1–2)          |
| ATP Masters Series / ATP World Tour Masters 1000 (17–12)  |
| ATP International Series Gold / ATP World Tour 500 (15–7) |
| ATP International Series / ATP World Tour 250 (19–15)     |

| Wygrane według nawierzchni |
| Twarda (38–30)             |
| Ceglana (11–8)             |
| Trawiasta (3–2)            |
| Dywanowa (3–4)             |

| Końcowy wynik | Nr  | Data                 | Turniej                      | Nawierzchnia    | Partner          | Przeciwnicy w finale                  | Wynik finału          |
| Zwycięzca     | 1.  | 1 sierpnia 1993      | Montreal (1)                 | Twarda          | Jim Courier      | Glenn Michibata David Pate            | 6:4, 7:6              |
| Finalista     | 1.  | 20 marca 1994        | Miami                        | Twarda          | Jared Palmer     | Jacco Eltingh Paul Haarhuis           | 6:7, 6:7              |
| Zwycięzca     | 2.  | 18 września 1994     | Bogota                       | Ceglana         | Daniel Nestor    | Luke Jensen Murphy Jensen             | 6:4, 7:6              |
| Finalista     | 2.  | 28 stycznia 1995     | Australian Open, Melbourne   | Twarda          | Daniel Nestor    | Jared Palmer Richey Reneberg          | 3:6, 6:3, 3:6, 2:6    |
| Zwycięzca     | 3.  | 16 kwietnia 1995     | Tokio                        | Twarda          | Jonathan Stark   | John Fitzgerald Anders Järryd         | 6:3, 3:6, 7:6         |
| Finalista     | 3.  | 13 sierpnia 1995     | Cincinnati                   | Twarda          | Daniel Nestor    | Todd Woodbridge Mark Woodforde        | 2:6, 0:3 krecz        |
| Zwycięzca     | 4.  | 21 sierpnia 1995     | Indianapolis (1)             | Twarda          | Daniel Nestor    | Scott Davis Todd Martin               | 6:4, 6:4              |
| Zwycięzca     | 5.  | 7 stycznia 1996      | Ad-Dauha (1)                 | Twarda          | Daniel Nestor    | Jacco Eltingh Paul Haarhuis           | 7:6, 6:3              |
| Zwycięzca     | 6.  | 4 lutego 1996        | Szanghaj                     | Dywanowa (hala) | Roger Smith      | Jim Grabb Michael Tebbutt             | 4:6, 6:2, 7:6         |
| Zwycięzca     | 7.  | 25 lutego 1996       | Memphis (1)                  | Twarda (hala)   | Daniel Nestor    | Todd Woodbridge Mark Woodforde        | 6:4, 7:5              |
| Finalista     | 4.  | 21 kwietnia 1996     | Tokio                        | Twarda          | Rick Leach       | Todd Woodbridge Mark Woodforde        | 2:6, 3:6              |
| Zwycięzca     | 8.  | 12 maja 1996         | Hamburg (1)                  | Ceglana         | Daniel Nestor    | Guy Forget Jakob Hlasek               | 6:2, 6:4              |
| Zwycięzca     | 9.  | 11 sierpnia 1996     | Cincinnati (1)               | Twarda          | Daniel Nestor    | Sandon Stolle Cyril Suk               | 3:6, 6:3, 6:4         |
| Finalista     | 5.  | 25 sierpnia 1996     | Toronto                      | Twarda          | Daniel Nestor    | Patrick Galbraith Paul Haarhuis       | 6:7, 3:6              |
| Finalista     | 6.  | 16 lutego 1997       | San Jose                     | Twarda (hala)   | Daniel Nestor    | Brian MacPhie Gary Muller             | 6:4, 6:7, 5:7         |
| Zwycięzca     | 10. | 16 marca 1997        | Indian Wells (1)             | Twarda          | Daniel Nestor    | Mark Philippoussis Patrick Rafter     | 7:6, 4:6, 7:5         |
| Finalista     | 7.  | 23 marca 1997        | Miami                        | Twarda          | Daniel Nestor    | Todd Woodbridge Mark Woodforde        | 6:7, 6:7              |
| Zwycięzca     | 11. | 18 maja 1997         | Rzym (1)                     | Ceglana         | Daniel Nestor    | Byron Black Alex O’Brien              | 6:3, 4:6, 7:5         |
| Finalista     | 8.  | 6 czerwca 1998       | French Open, Paryż           | Ceglana         | Daniel Nestor    | Jacco Eltingh Paul Haarhuis           | 3:6, 6:3, 3:6         |
| Zwycięzca     | 12. | 17 sierpnia 1998     | Cincinnati (2)               | Twarda          | Daniel Nestor    | Olivier Delaître Fabrice Santoro      | 6:1, 2:1 krecz        |
| Finalista     | 9.  | 23 sierpnia 1998     | Indianapolis                 | Twarda          | Daniel Nestor    | Jiří Novák David Rikl                 | 2:6, 6:7              |
| Finalista     | 10. | 11 września 1998     | US Open, Nowy Jork           | Twarda          | Daniel Nestor    | Sandon Stolle Cyril Suk               | 6:4, 6:7, 2:6         |
| Finalista     | 11. | 22 listopada 1998    | ATP Finals, Hartford         | Dywanowa (hala) | Daniel Nestor    | Jacco Eltingh Paul Haarhuis           | 4:6, 2:6, 5:7         |
| Finalista     | 12. | 7 marca 1999         | Scottsdale                   | Twarda          | Sandon Stolle    | Justin Gimelstob Richey Reneberg      | 4:6, 7:6(4), 3:6      |
| Zwycięzca     | 13. | 9 stycznia 2000      | Ad-Dauha (2)                 | Twarda          | Maks Mirny       | Alex O’Brien Jared Palmer             | 6:3, 6:4              |
| Finalista     | 13. | 16 kwietnia 2000     | Atlanta                      | Ceglana         | Justin Gimelstob | Ellis Ferreira Rick Leach             | 3:6, 4:6              |
| Zwycięzca     | 14. | 26 listopada 2000    | Sztokholm                    | Twarda (hala)   | Daniel Nestor    | Petr Pála Pavel Vízner                | 6:3, 6:2              |
| Zwycięzca     | 15. | 7 stycznia 2001      | Ad-Dauha (3)                 | Twarda          | Daniel Nestor    | Juan Balcells Andriej Olchowski       | 6:3, 6:1              |
| Zwycięzca     | 16. | 4 marca 2001         | San Jose (1)                 | Twarda (hala)   | Brian MacPhie    | Jan-Michael Gambill Jonathan Stark    | 6:3, 7:6(4)           |
| Zwycięzca     | 17. | 19 sierpnia 2001     | Indianapolis (2)             | Twarda          | Brian MacPhie    | Mahesh Bhupathi Sébastien Lareau      | 7:6(5), 5:7, 6:4      |
| Zwycięzca     | 18. | 26 stycznia 2002     | Australian Open, Melbourne   | Twarda          | Daniel Nestor    | Michaël Llodra Fabrice Santoro        | 7:6(4), 6:3           |
| Finalista     | 14. | 24 lutego 2002       | Rotterdam                    | Twarda (hala)   | Daniel Nestor    | Roger Federer Maks Mirny              | 6:4, 3:6, 4-10        |
| Zwycięzca     | 19. | 3 marca 2002         | Dubaj (1)                    | Twarda          | Daniel Nestor    | Joshua Eagle Sandon Stolle            | 3:6, 6:3, 13-11       |
| Finalista     | 15. | 10 marca 2002        | Scottsdale                   | Twarda          | Daniel Nestor    | Bob Bryan Mike Bryan                  | 5:7, 6:7(6)           |
| Zwycięzca     | 20. | 17 marca 2002        | Indian Wells (2)             | Twarda          | Daniel Nestor    | Roger Federer Maks Mirny              | 6:4, 6:4              |
| Zwycięzca     | 21. | 31 marca 2002        | Miami                        | Twarda          | Daniel Nestor    | Donald Johnson Jared Palmer           | 6:3, 3:6, 6:1         |
| Finalista     | 16. | 8 czerwca 2002       | French Open, Paryż           | Ceglana         | Daniel Nestor    | Paul Haarhuis Jewgienij Kafielnikow   | 5:7, 4:6              |
| Zwycięzca     | 22. | 23 czerwca 2002      | Nottingham                   | Trawiasta       | Mike Bryan       | Donald Johnson Jared Palmer           | 0:6, 7:6(3), 6:4      |
| Finalista     | 17. | 6 lipca 2002         | Wimbledon, Londyn            | Trawiasta       | Daniel Nestor    | Jonas Björkman Todd Woodbridge        | 1:6, 2:6, 7:6(7), 5:7 |
| Finalista     | 18. | 4 sierpnia 2002      | Toronto                      | Twarda          | Daniel Nestor    | Bob Bryan Mike Bryan                  | 6:4, 6:7(1), 3:6      |
| Zwycięzca     | 23. | 18 sierpnia 2002     | Indianapolis (3)             | Twarda          | Daniel Nestor    | Mahesh Bhupathi Maks Mirny            | 7:6(4), 6:7(5), 6:4   |
| Finalista     | 19. | 13 października 2002 | Lyon                         | Dywanowa (hala) | Daniel Nestor    | Wayne Black Kevin Ullyett             | 4:6, 6:3, 6:7(3)      |
| Zwycięzca     | 24. | 20 października 2002 | Madryt (1)                   | Twarda (hala)   | Daniel Nestor    | Mahesh Bhupathi Maks Mirny            | 6:3, 7:5, 6:0         |
| Finalista     | 20. | 27 października 2002 | Bazylea                      | Dywanowa (hala) | Daniel Nestor    | Bob Bryan Mike Bryan                  | 6:7(1), 5:7           |
| Finalista     | 21. | 5 stycznia 2003      | Ad-Dauha                     | Twarda          | Daniel Nestor    | Martin Damm Cyril Suk                 | 4:6, 6:7(8)           |
| Finalista     | 22. | 25 stycznia 2003     | Australian Open, Melbourne   | Twarda          | Daniel Nestor    | Michaël Llodra Fabrice Santoro        | 4:6, 6:3, 3:6         |
| Zwycięzca     | 25. | 23 lutego 2003       | Memphis (2)                  | Twarda (hala)   | Daniel Nestor    | Bob Bryan Mike Bryan                  | 6:2, 7:6(3)           |
| Zwycięzca     | 26. | 2 marca 2003         | Acapulco                     | Ceglana         | Daniel Nestor    | David Ferrer Fernando Vicente         | 6:3, 6:3              |
| Zwycięzca     | 27. | 27 kwietnia 2003     | Houston (1)                  | Ceglana         | Daniel Nestor    | Jan-Michael Gambill Graydon Oliver    | 6:4, 6:3              |
| Zwycięzca     | 28. | 18 maja 2003         | Hamburg (2)                  | Ceglana         | Daniel Nestor    | Mahesh Bhupathi Maks Mirny            | 6:4, 7:6(10)          |
| Zwycięzca     | 29. | 15 czerwca 2003      | Londyn (1)                   | Trawiasta       | Daniel Nestor    | Mahesh Bhupathi Maks Mirny            | 5:7, 6:4, 7:6(3)      |
| Zwycięzca     | 30. | 26 października 2003 | Bazylea (1)                  | Dywanowa (hala) | Daniel Nestor    | Lucas Arnold Ker Mariano Hood         | 6:4, 6:2              |
| Zwycięzca     | 31. | 29 lutego 2004       | Marsylia                     | Twarda (hala)   | Daniel Nestor    | Martin Damm Cyril Suk                 | 7:5, 6:3              |
| Zwycięzca     | 32. | 2 maja 2004          | Barcelona (1)                | Ceglana         | Daniel Nestor    | Mariano Hood Sebastián Prieto         | 4:6, 6:3, 6:4         |
| Finalista     | 23. | 13 czerwca 2004      | Londyn                       | Trawiasta       | Daniel Nestor    | Bob Bryan Mike Bryan                  | 4:6, 4:6              |
| Zwycięzca     | 33. | 8 sierpnia 2004      | Cincinnati (3)               | Twarda          | Daniel Nestor    | Jonas Björkman Todd Woodbridge        | 6:2, 3:6, 6:3         |
| Zwycięzca     | 34. | 5 września 2004      | US Open, Nowy Jork           | Twarda          | Daniel Nestor    | Leander Paes David Rikl               | 6:3, 6:3              |
| Zwycięzca     | 35. | 24 października 2004 | Madryt (2)                   | Twarda (hala)   | Daniel Nestor    | Bob Bryan Mike Bryan                  | 6:3, 6:4              |
| Finalista     | 24. | 13 lutego 2005       | Marsylia                     | Twarda (hala)   | Daniel Nestor    | Martin Damm Radek Štěpánek            | 6:7(4), 6:7(5)        |
| Zwycięzca     | 36. | 20 marca 2005        | Indian Wells (3)             | Twarda          | Daniel Nestor    | Wayne Arthurs Paul Hanley             | 7:6(6), 7:6(2)        |
| Zwycięzca     | 37. | 24 kwietnia 2005     | Houston (2)                  | Ceglana         | Daniel Nestor    | Martín García Luis Horna              | 6:3, 6:4              |
| Zwycięzca     | 38. | 16 października 2005 | Wiedeń                       | Twarda (hala)   | Daniel Nestor    | Jonatan Erlich Andy Ram               | 5:3, 5:4(2)           |
| Zwycięzca     | 39. | 23 października 2005 | Madryt (3)                   | Twarda (hala)   | Daniel Nestor    | Leander Paes Nenad Zimonjić           | 3:6, 6:3, 6:2         |
| Finalista     | 25. | 6 listopada 2005     | Paryż                        | Dywanowa (hala) | Daniel Nestor    | Bob Bryan Mike Bryan                  | 4:6, 7:6(3), 4:6      |
| Zwycięzca     | 40. | 5 lutego 2006        | Delray Beach                 | Twarda          | Daniel Nestor    | Chris Haggard Wesley Moodie           | 6:2, 6:3              |
| Finalista     | 26. | 19 lutego 2006       | Marsylia                     | Twarda (hala)   | Daniel Nestor    | Martin Damm Radek Štěpánek            | 2:6, 7:6(4), 3-10     |
| Finalista     | 27. | 5 marca 2006         | Dubaj                        | Twarda          | Daniel Nestor    | Paul Hanley Kevin Ullyett             | 6:1, 2:6, 1-10        |
| Zwycięzca     | 41. | 19 marca 2006        | Indian Wells (4)             | Twarda          | Daniel Nestor    | Bob Bryan Mike Bryan                  | 6:4, 6:4              |
| Zwycięzca     | 42. | 30 kwietnia 2006     | Barcelona (2)                | Ceglana         | Daniel Nestor    | Mariusz Fyrstenberg Marcin Matkowski  | 6:2, 6:7(4), 10-5     |
| Zwycięzca     | 43. | 14 maja 2006         | Rzym (2)                     | Ceglana         | Daniel Nestor    | Jonatan Erlich Andy Ram               | 6:4, 5:7, 13-11       |
| Finalista     | 28. | 22 maja 2006         | Hamburg                      | Ceglana         | Daniel Nestor    | Paul Hanley Kevin Ullyett             | 2:6, 6:7(8)           |
| Finalista     | 29. | 22 października 2006 | Madryt                       | Twarda (hala)   | Daniel Nestor    | Bob Bryan Mike Bryan                  | 5:7, 4:6              |
| Zwycięzca     | 44. | 29 października 2006 | Bazylea (2)                  | Dywanowa (hala) | Daniel Nestor    | Mariusz Fyrstenberg Marcin Matkowski  | 4:6, 6:4, 10-8        |
| Finalista     | 30. | 19 listopada 2006    | Tennis Masters Cup, Szanghaj | Twarda (hala)   | Daniel Nestor    | Jonas Björkman Maks Mirny             | 2:6, 4:6              |
| Finalista     | 31. | 13 stycznia 2007     | Sydney                       | Twarda          | Daniel Nestor    | Paul Hanley Kevin Ullyett             | 4:6, 7:6(3), 6-10     |
| Finalista     | 32. | 18 lutego 2007       | Marsylia                     | Twarda (hala)   | Daniel Nestor    | Arnaud Clément Michaël Llodra         | 5:7, 6:4, 8-10        |
| Finalista     | 33. | 15 kwietnia 2007     | Houston                      | Ceglana         | Daniel Nestor    | Bob Bryan Mike Bryan                  | 6:7(3), 4:6           |
| Zwycięzca     | 45. | 9 czerwca 2007       | French Open, Paryż           | Ceglana         | Daniel Nestor    | Lukáš Dlouhý Pavel Vízner             | 2:6, 6:3, 6:4         |
| Zwycięzca     | 46. | 17 czerwca 2007      | Londyn (2)                   | Trawiasta       | Daniel Nestor    | Bob Bryan Mike Bryan                  | 7:6(4), 7:5           |
| Finalista     | 34. | 28 października 2007 | Bazylea                      | Twarda (hala)   | Daniel Nestor    | Bob Bryan Mike Bryan                  | 1:6, 1:6              |
| Zwycięzca     | 47. | 18 listopada 2007    | Tennis Masters Cup, Szanghaj | Twarda (hala)   | Daniel Nestor    | Simon Aspelin Julian Knowle           | 6:2, 6:3              |
| Zwycięzca     | 48. | 2 marca 2008         | Memphis (3)                  | Twarda (hala)   | Mahesh Bhupathi  | Sanchai Ratiwatana Sonchat Ratiwatana | 7:6(5), 6:2           |
| Zwycięzca     | 49. | 8 marca 2008         | Dubaj (2)                    | Twarda          | Mahesh Bhupathi  | Martin Damm Pavel Vízner              | 7:5, 7:6(7)           |
| Finalista     | 35. | 6 kwietnia 2008      | Miami                        | Twarda          | Mahesh Bhupathi  | Bob Bryan Mike Bryan                  | 2:6, 2:6              |
| Finalista     | 36. | 27 kwietnia 2008     | Monte Carlo                  | Ceglana         | Mahesh Bhupathi  | Rafael Nadal Tommy Robredo            | 3:6, 3:6              |
| Finalista     | 37. | 23 sierpnia 2008     | New Haven                    | Twarda          | Mahesh Bhupathi  | Marcelo Melo André Sá                 | 5:7, 2:6              |
| Finalista     | 38. | 19 października 2008 | Madryt                       | Twarda (hala)   | Mahesh Bhupathi  | Mariusz Fyrstenberg Marcin Matkowski  | 4:6, 2:6              |
| Zwycięzca     | 50. | 26 października 2008 | Bazylea (3)                  | Twarda (hala)   | Mahesh Bhupathi  | Christopher Kas Philipp Kohlschreiber | 6:3, 6:3              |
| Finalista     | 39. | 31 stycznia 2009     | Australian Open, Melbourne   | Twarda          | Mahesh Bhupathi  | Bob Bryan Mike Bryan                  | 6:2, 5:7, 0:6         |
| Zwycięzca     | 51. | 22 lutego 2009       | Memphis (4)                  | Twarda (hala)   | Mardy Fish       | Travis Parrott Filip Polášek          | 7:6(7), 6:1           |
| Finalista     | 40. | 26 kwietnia 2009     | Barcelona                    | Ceglana         | Mahesh Bhupathi  | Daniel Nestor Nenad Zimonjić          | 3:6, 6:7(9)           |
| Zwycięzca     | 52. | 16 sierpnia 2009     | Montreal (2)                 | Twarda          | Mahesh Bhupathi  | Maks Mirny Andy Ram                   | 6:4, 6:3              |
| Finalista     | 41. | 12 września 2009     | US Open, Nowy Jork           | Twarda          | Mahesh Bhupathi  | Lukáš Dlouhý Leander Paes             | 6:3, 3:6, 2:6         |
| Finalista     | 42. | 11 października 2009 | Pekin                        | Twarda          | Andy Roddick     | Bob Bryan Mike Bryan                  | 4:6, 2:6              |
| Finalista     | 43. | 25 kwietnia 2010     | Barcelona                    | Ceglana         | Lleyton Hewitt   | Daniel Nestor Nenad Zimonjić          | 4:6, 2:6              |
| Zwycięzca     | 53. | 8 sierpnia 2010      | Waszyngton                   | Twarda          | Mardy Fish       | Tomáš Berdych Radek Štěpánek          | 4:6, 7:6(7), 10-7     |
| Finalista     | 44. | 14 listopada 2010    | Paryż                        | Twarda (hala)   | Andy Ram         | Mahesh Bhupathi Maks Mirny            | 5:7, 5:7              |
| Zwycięzca     | 54. | 31 lipca 2011        | Los Angeles                  | Twarda          | Xavier Malisse   | Somdev Devvarman Treat Huey           | 7:6(3), 7:6(10)       |
| Zwycięzca     | 55. | 19 lutego 2012       | San Jose (2)                 | Twarda (hala)   | Xavier Malisse   | Kevin Anderson Frank Moser            | 6:4, 1:6, 10-5        |

#### Gra mieszana (1–1)
| Końcowy wynik | Nr | Data           | Turniej            | Nawierzchnia | Partnerka           | Przeciwnicy w finale    | Wynik finału |
| Finalista     | 1. | 7 czerwca 2002 | French Open, Paryż | Ceglana      | Jelena Bowina       | Cara Black Wayne Black  | 3:6, 3:6     |
| Zwycięzca     | 1. | 3 lipca 2009   | Wimbledon, Londyn  | Trawiasta    | Anna-Lena Grönefeld | Cara Black Leander Paes | 7:5, 6:3     |

### Osiągnięcia w turniejach Wielkiego Szlema i ATP World Tour Masters 1000 (gra podwójna)
| Turniej                     | 1992                            | 1993                            | 1994                            | 1995                            | 1996                            | 1997                            | 1998                            | 1999                            | 2000                            | 2001                            | 2002                            | 2003                            | 2004                            | 2005                            | 2006                            | 2007                            | 2008                            | 2009                            | 2010                            | 2011                            | 2012                            | 2013                            | Wygrane turnieje | Bilans w turnieju |
| Wielki Szlem                | Wielki Szlem                    | Wielki Szlem                    | Wielki Szlem                    | Wielki Szlem                    | Wielki Szlem                    | Wielki Szlem                    | Wielki Szlem                    | Wielki Szlem                    | Wielki Szlem                    | Wielki Szlem                    | Wielki Szlem                    | Wielki Szlem                    | Wielki Szlem                    | Wielki Szlem                    | Wielki Szlem                    | Wielki Szlem                    | Wielki Szlem                    | Wielki Szlem                    | Wielki Szlem                    | Wielki Szlem                    | Wielki Szlem                    | Wielki Szlem                    | Wielki Szlem     | Wielki Szlem      |
| --------------------------- | ------------------------------- | ------------------------------- | ------------------------------- | ------------------------------- | ------------------------------- | ------------------------------- | ------------------------------- | ------------------------------- | ------------------------------- | ------------------------------- | ------------------------------- | ------------------------------- | ------------------------------- | ------------------------------- | ------------------------------- | ------------------------------- | ------------------------------- | ------------------------------- | ------------------------------- | ------------------------------- | ------------------------------- | ------------------------------- | ---------------- | ----------------- |
| Australian Open             | –                               | 2R                              | 1R                              | F                               | QF                              | QF                              | 1R                              | 2R                              | 1R                              | 2R                              | W                               | F                               | QF                              | 1R                              | 1R                              | SF                              | SF                              | F                               | –                               | 2R                              | –                               | –                               | 1 / 18           | 42–17             |
| French Open                 | –                               | –                               | –                               | 3R                              | 2R                              | 2R                              | F                               | 2R                              | 1R                              | 3R                              | F                               | 3R                              | QF                              | SF                              | 2R                              | W                               | 1R                              | 3R                              | 2R                              | 1R                              | 3R                              | –                               | 1 / 18           | 38–16             |
| Wimbledon                   | 2R                              | QF                              | 2R                              | SF                              | 3R                              | 3R                              | 3R                              | SF                              | 3R                              | 3R                              | F                               | QF                              | SF                              | QF                              | SF                              | QF                              | 1R                              | QF                              | 1R                              | 1R                              | 1R                              | 1R                              | 0 / 22           | 47–22             |
| US Open                     | –                               | 1R                              | SF                              | QF                              | 1R                              | –                               | F                               | 1R                              | 1R                              | QF                              | QF                              | SF                              | W                               | 1R                              | 3R                              | QF                              | 3R                              | F                               | 3R                              | 3R                              | 1R                              | –                               | 1 / 19           | 44–18             |
| Bilans spotkań              | 1–1                             | 4–3                             | 5–3                             | 14–4                            | 6–4                             | 6–3                             | 12–4                            | 5–3                             | 2–4                             | 8–4                             | 19–3                            | 14–4                            | 16–3                            | 7–4                             | 7–4                             | 16–3                            | 6–4                             | 15–4                            | 3–3                             | 3–4                             | 2–3                             | 0–1                             | N/A              | 171–73            |
| ATP World Tour Finals       |                                 |                                 |                                 |                                 |                                 |                                 |                                 |                                 |                                 |                                 |                                 |                                 |                                 |                                 |                                 |                                 |                                 |                                 |                                 |                                 |                                 |                                 |                  |                   |
| ATP World Tour Finals       | –                               | –                               | –                               | RR                              | RR                              | RR                              | F                               | –                               | –                               | –                               | SF                              | SF                              | SF                              | RR                              | F                               | W                               | RR                              | SF                              | –                               | –                               | –                               | –                               | 1 / 12           | 22–22             |
| ATP World Tour Masters 1000 |                                 |                                 |                                 |                                 |                                 |                                 |                                 |                                 |                                 |                                 |                                 |                                 |                                 |                                 |                                 |                                 |                                 |                                 |                                 |                                 |                                 |                                 |                  |                   |
| Indian Wells                | –                               | –                               | 1R                              | 2R                              | 2R                              | W                               | 2R                              | 2R                              | 1R                              | SF                              | W                               | QF                              | SF                              | W                               | W                               | 1R                              | QF                              | 2R                              | –                               | QF                              | 1R                              | –                               | 4 / 18           | 34–14             |
| Miami                       | –                               | 1R                              | F                               | QF                              | SF                              | F                               | SF                              | 2R                              | 2R                              | SF                              | W                               | QF                              | SF                              | SF                              | 1R                              | QF                              | F                               | 1R                              | 1R                              | –                               | 1R                              | –                               | 1 / 19           | 38–18             |
| Monte Carlo                 | –                               | –                               | 1R                              | –                               | –                               | –                               | –                               | QF                              | 2R                              | 1R                              | QF                              | 2R                              | SF                              | QF                              | 2R                              | 2R                              | F                               | QF                              | QF                              | –                               | –                               | –                               | 0 / 13           | 11–13             |
| Stuttgart/Madryt            | –                               | –                               | 1R                              | 2R                              | 2R                              | QF                              | 2R                              | 1R                              | –                               | 1R                              | W                               | QF                              | W                               | W                               | F                               | 2R                              | F                               | 2R                              | 2R                              | 1R                              | –                               | –                               | 3 / 17           | 20–14             |
| Rzym                        | –                               | –                               | 2R                              | 1R                              | 1R                              | W                               | 1R                              | QF                              | 1R                              | 1R                              | QF                              | QF                              | QF                              | QF                              | W                               | SF                              | 2R                              | SF                              | 2R                              | 2R                              | –                               | –                               | 2 / 18           | 22–16             |
| Montreal/Toronto            | –                               | W                               | SF                              | 2R                              | F                               | 2R                              | QF                              | 2R                              | QF                              | 2R                              | F                               | 2R                              | SF                              | QF                              | SF                              | QF                              | QF                              | W                               | 2R                              | 1R                              | 1R                              | –                               | 2 / 20           | 32–18             |
| Cincinnati                  | –                               | 2R                              | –                               | F                               | W                               | –                               | W                               | SF                              | 1R                              | 1R                              | QF                              | SF                              | W                               | SF                              | QF                              | QF                              | SF                              | SF                              | QF                              | 1R                              | –                               | –                               | 3 / 17           | 32–14             |
| Szanghaj                    | Nie ATP World Tour Masters 1000 | Nie ATP World Tour Masters 1000 | Nie ATP World Tour Masters 1000 | Nie ATP World Tour Masters 1000 | Nie ATP World Tour Masters 1000 | Nie ATP World Tour Masters 1000 | Nie ATP World Tour Masters 1000 | Nie ATP World Tour Masters 1000 | Nie ATP World Tour Masters 1000 | Nie ATP World Tour Masters 1000 | Nie ATP World Tour Masters 1000 | Nie ATP World Tour Masters 1000 | Nie ATP World Tour Masters 1000 | Nie ATP World Tour Masters 1000 | Nie ATP World Tour Masters 1000 | Nie ATP World Tour Masters 1000 | Nie ATP World Tour Masters 1000 | SF                              | 1R                              | 1R                              | –                               | –                               | 0 / 3            | 2–3               |
| Paryż                       | –                               | –                               | 2R                              | QF                              | QF                              | QF                              | SF                              | SF                              | –                               | 2R                              | QF                              | SF                              | QF                              | F                               | QF                              | 2R                              | 2R                              | 2R                              | F                               | 1R                              | –                               | –                               | 0 / 17           | 22–17             |
| Hamburg                     | –                               | –                               | –                               | 1R                              | W                               | 2R                              | QF                              | QF                              | 2R                              | SF                              | QF                              | W                               | QF                              | QF                              | F                               | 2R                              | 2R                              | Nie ATP World Tour Masters 1000 | Nie ATP World Tour Masters 1000 | Nie ATP World Tour Masters 1000 | Nie ATP World Tour Masters 1000 | Nie ATP World Tour Masters 1000 | 2 / 14           | 21–12             |
| Bilans spotkań              | 0–0                             | 6–2                             | 9–7                             | 9–8                             | 15–6                            | 16–5                            | 14–7                            | 9–9                             | 4–7                             | 11–9                            | 26–6                            | 13–8                            | 21–7                            | 21–7                            | 19–7                            | 6–9                             | 12–9                            | 12–8                            | 8–8                             | 3–7                             | 0–3                             | 0–0                             | N/A              | 234–139           |
| Ranking na koniec sezonu    |                                 |                                 |                                 |                                 |                                 |                                 |                                 |                                 |                                 |                                 |                                 |                                 |                                 |                                 |                                 |                                 |                                 |                                 |                                 |                                 |                                 |                                 |                  |                   |
|                             | 139                             | 63                              | 30                              | 7                               | 7                               | 19                              | 9                               | 35                              | 48                              | 19                              | 1                               | 8                               | 1                               | 7                               | 5                               | 4                               | 7                               | 5                               | 28                              | 58                              | 127                             | –                               | N/A              | N/A               |

Legenda
     W, wygrał turniej
     F, przegrał w finale
     SF, przegrał w półfinale
     QF, przegrał w ćwierćfinale
     4R, 3R, 2R, 1R przegrał w IV, III, II, I rundzie
     RR, odpadł w fazie grupowej
     –, nie startował w turnieju głównym